# Gabriel Escudier
Pour les articles homonymes, voir Escudier.

Plaque commémorative de Gabriel Escudier au 23 place des jardins à Tavernes

Gabriel, Pierre, Léon Escudier, né le 11 juin 1906 à Tavernes (Var) et mort le 4 juin 1962 à Toulon (Var) est un homme politique français, sénateur (1958) puis député (de 1958 à 1962) du Var.